# Kipfenberg

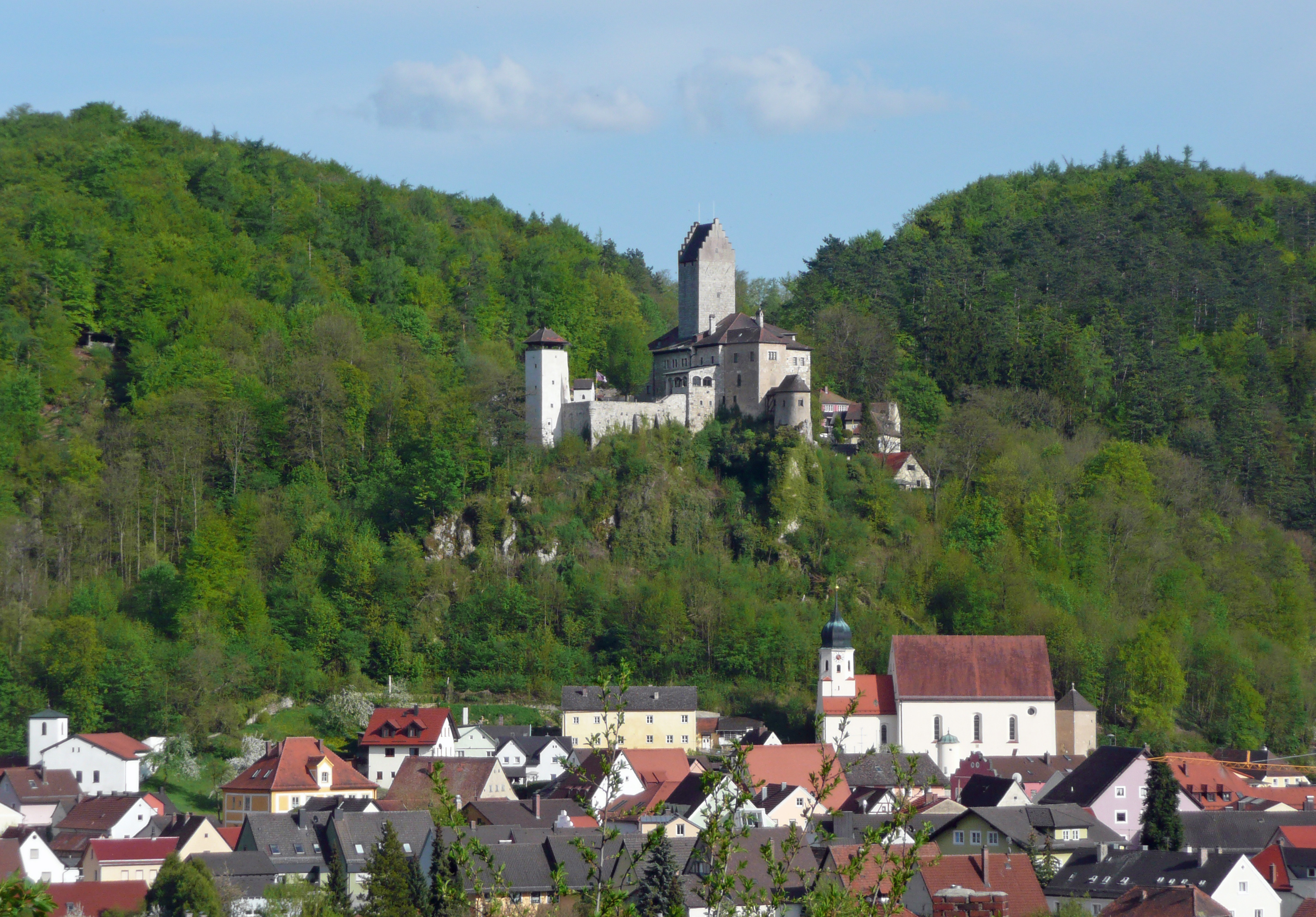
Burg und Hauptort mit katholischer Pfarrkirche Mariä Himmelfahrt und evangelischer Kirche in Kipfenberg von Nordwesten

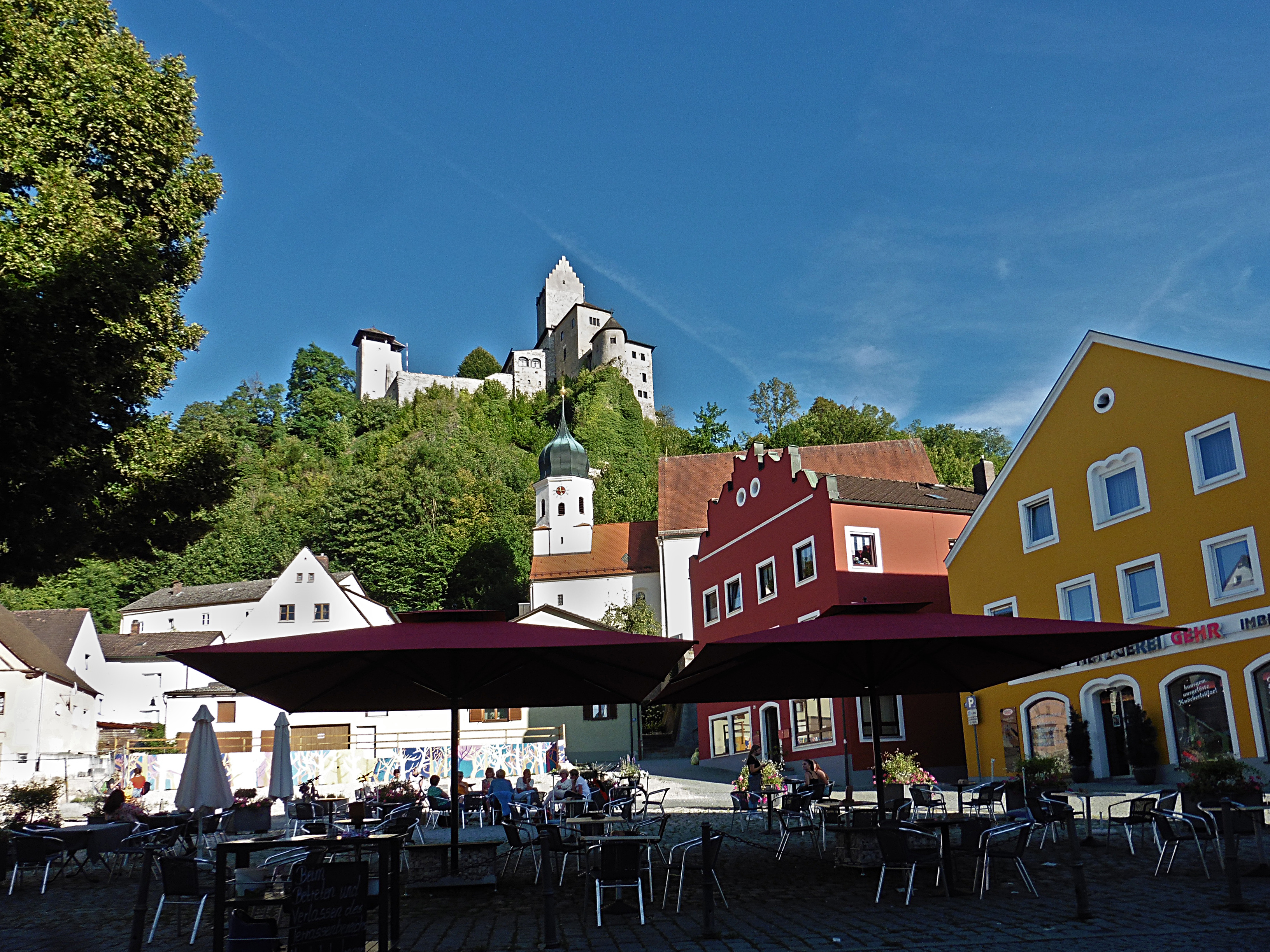
Marktplatz mit Burg und Pfarrkirche

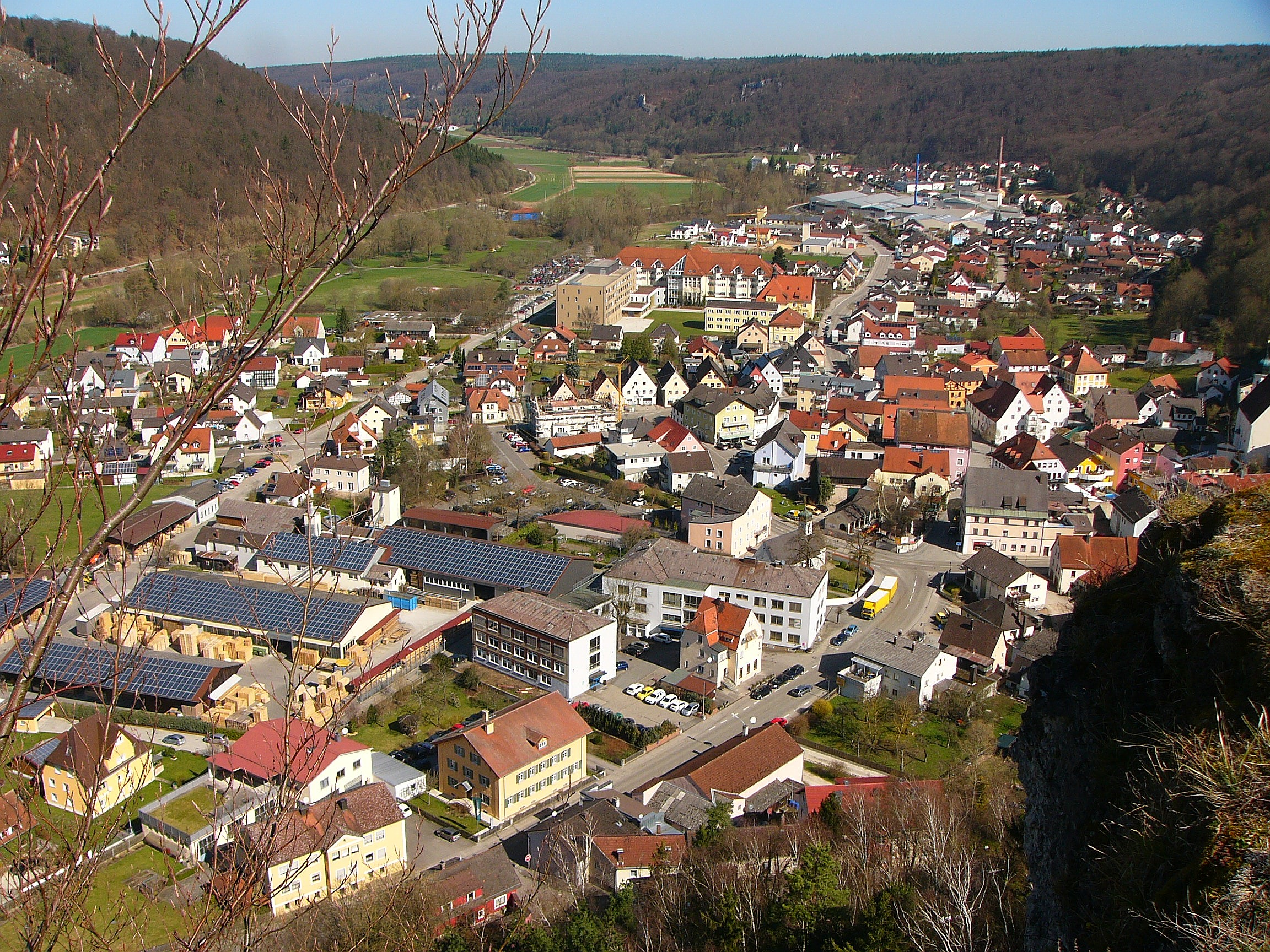
Kipfenberg vom Michaelsberg aus gesehen

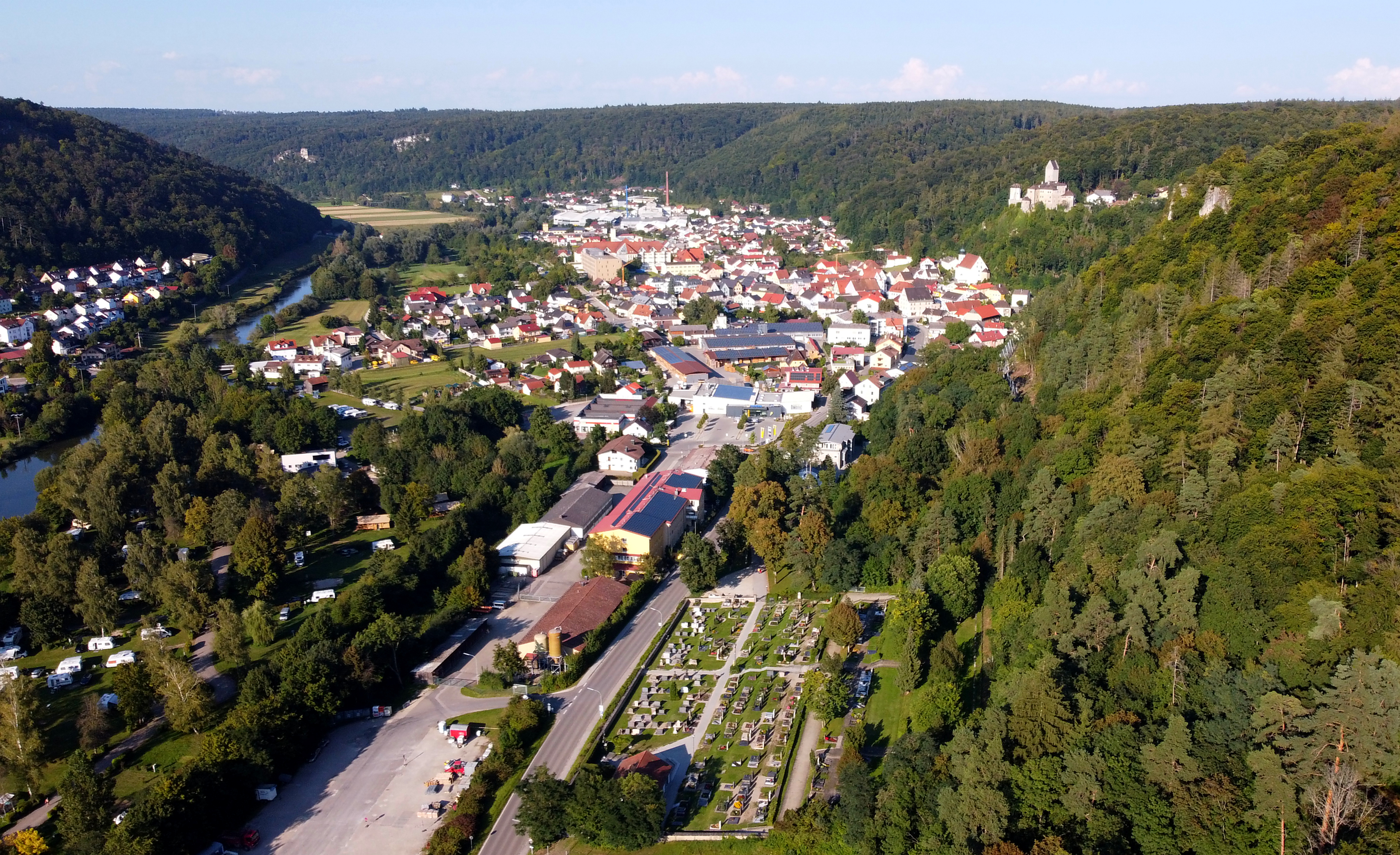
Luftbild von Kipfenberg aus Richtung Südwesten

Kipfenberg ist ein Markt im oberbayerischen Landkreis Eichstätt.

## Geografie
Die Gemeinde gehört zum Naturraum Altmühlalb. Der geographische Mittelpunkt Bayerns liegt etwa 500 m östlich der Ortschaft Kipfenberg ⊙. Vor 2000 Jahren führte der römische Grenzwall Limes, mittlerweile Weltkulturerbe, durch den Ortskern.

## Gemeindeteile
Es gibt 20 Gemeindeteile:
| Gemeindeteil    | Einwohner (Stand Januar 2024)         |
| Arnsberg        | 363 (inkl. Böllermühle und Schloßhof) |
| Attenzell       | 260                                   |
| Biberg          | 378                                   |
| Birkthalmühle   |                                       |
| Böhming         | 667 (inkl. Regelmannsbrunn)           |
| Böllermühle     |                                       |
| Buch            | 171                                   |
| Dunsdorf        | 210                                   |
| Grösdorf        | 354                                   |
| Hirnstetten     | 190                                   |
| Irlahüll        | 269                                   |
| Kemathen        | 35                                    |
| Kipfenberg      | 1948 (inkl. Birkthalmühle)            |
| Krut            | 73                                    |
| Oberemmendorf   | 108                                   |
| Pfahldorf       | 457                                   |
| Regelmannsbrunn |                                       |
| Schambach       | 59                                    |
| Schelldorf      | 688                                   |
| Schloßhof       |                                       |

## Geschichte

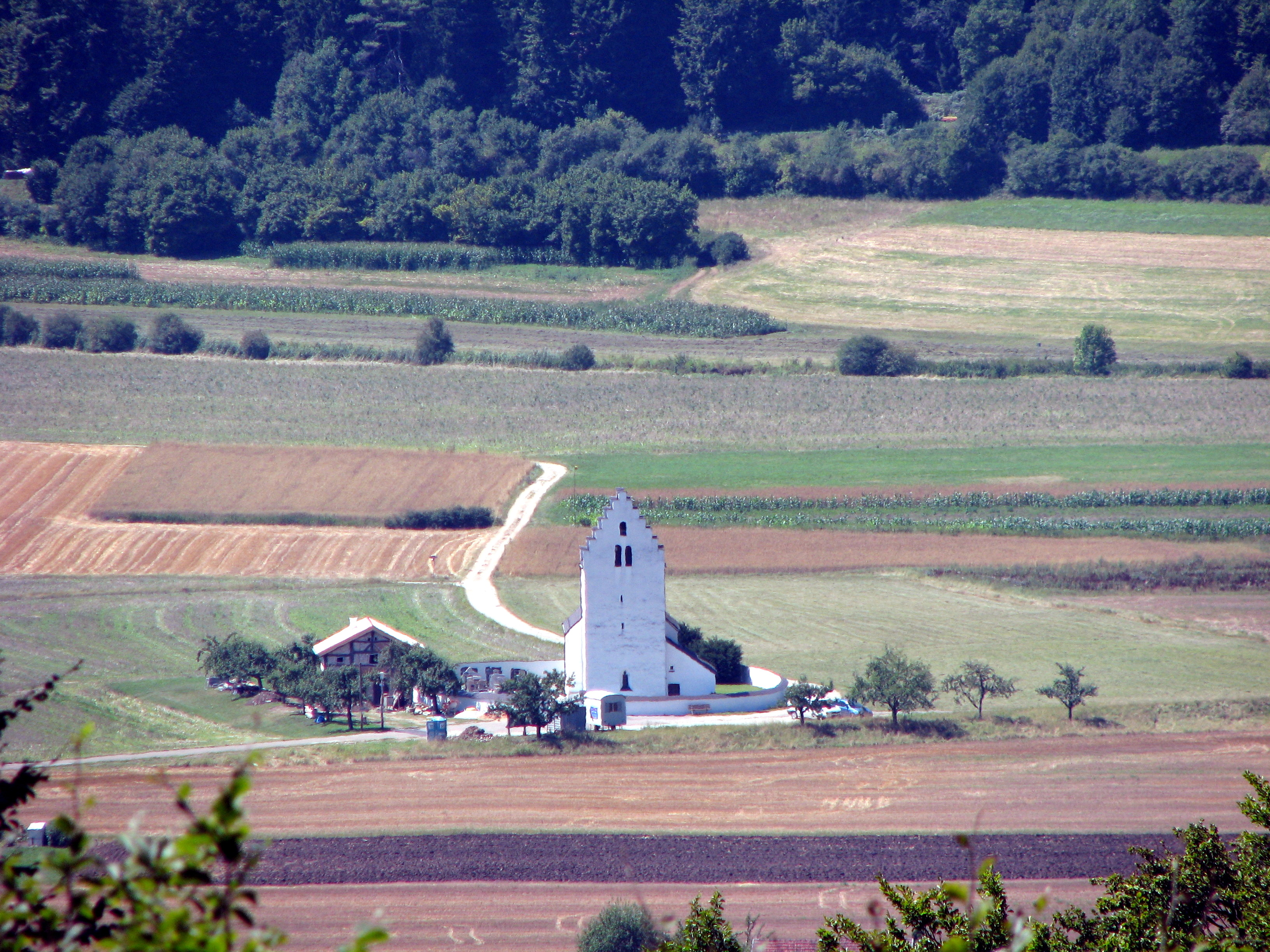
Kirche in Böhming auf den Fundamenten des römischen Numeruskastells

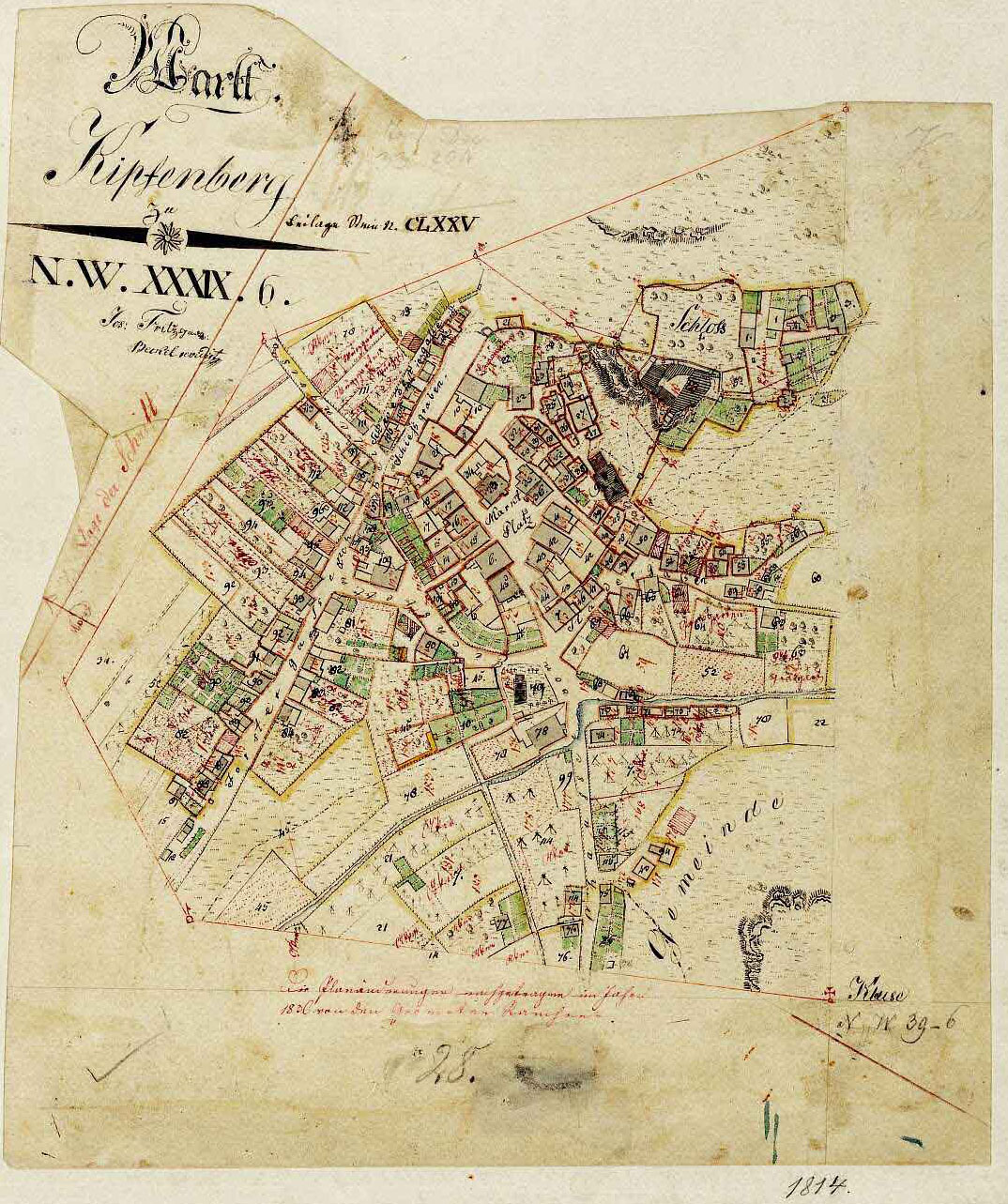
Ortsplan Kipfenberg von 1814

### Bis zum 19. Jahrhundert
Im Bereich des Ortes wurde ein Hockergrab aus der Zeit von 1800 bis 1200 v. Chr. gefunden. Der römische Grenzwall Limes überquerte dort das Altmühltal. Im Gemeindeteil Böhming befand sich ein römisches, 232/33 durch die Alamannen zerstörtes und 1898 entdecktes und ausgegrabenes Numeruskastell.
Auf dem Plateau des Michelsberges wurde um 330 eine germanische Gauburg gegründet.(Burgstall Michaelsberg) Später stand dort die heute nur noch in den Fundamenten vorhandene Michaelskirche. An ihr wurde 1756 eine Einsiedlerklause errichtet, die, inzwischen verwaist, 1819 abgebrochen wurde.
Aus der Zeit um 420 stammt das Einzelgrab eines etwa 30-jährigen Anführers der Gruppe Friedenhain-Prestovice (mutmaßliche baiovarii) mit germanischen und römischen Grabbeigaben, das sogenannte Kriegergrab von Kemathen, das 1990 bei Straßenbauarbeiten im Gemeindeteil Kemathen entdeckt wurde.
Beim ehemaligen Kipfenberger Bahnhof wurde ab 1901 ein Reihengräberfeld mit mehr als 104 Bestattungen aus dem 4. bis 7. Jahrhundert ausgegraben.
Zwischen 1183 und 1188 wurde in Böhming vom Eichstätter Bischof Otto eine Kirche geweiht (die heutige Kirche von Böhming ist ein Neubau aus der Mitte des 15. Jahrhunderts); 1186 bestätigte Papst Urban III. den Besitz des Eichstätter Domkapitels in „Bemingen“. Um 1198 erschienen in Urkunden Ortsadelige von „Pemmingen“.
Kipfenberg wurde 1266 erstmals urkundlich erwähnt; ein Ortsadeliger namens Rudegus de Kipphenberg fungierte als Zeuge bei einer Gerichtsangelegenheit. Die Burg und der Ort wurden 1301 an das Hochstift Eichstätt veräußert. Im Jahre 1352 wurde Kipfenberg Markt; gleichzeitig wurde der Ort, bisher Filiale von Gelbelsee, eigenständige Pfarrei. Die Pfarrkirche war noch in der Mitte des 15. Jahrhunderts die heutige Kapelle St. Georg; der 1859 aufgelassene Friedhof wurde 1616 von der Försterstraße dorthin und damit vor die Mauern des Ortes verlegt. Für 1541 ist erstmals eine Schule in Kipfenberg nachgewiesen, die der Ortspfarrer Leonhard Kraus als Lateinschule betrieb. Ab 1500 lag Kipfenberg im Fränkischen Reichskreis. 1627 wurde die heutige, in der zweiten Hälfte des 15. Jahrhunderts errichtete Pfarrkirche, nach dreijährigem Umbau neu eingeweiht. Von 1632 bis 1634 wütete die Pest im Ort, den 1634 die Schweden verwüsteten.
Von 1803 bis 1805 gehörte Kipfenberg dem infolge der Säkularisation neu gebildeten Fürstentum Salzburg-Toskana an. Nach dessen Aufhebung fiel der Ort 1806 an das Königreich Bayern. 1808 wurde das Landgericht Kipfenberg zum Altmühlkreis, 1827 zum Regenkreis. Seit 1837 war Kipfenberg mittelfränkisch. 1869 wurde ein Krankenhaus errichtet (heute eine neurologische Fachklinik). 1898 wurde die Lokalbahn Eichstätt–Kinding als Schmalspurbahn dem Verkehr übergeben; später auf Normalspur umgestellt. Sie wurde in den 1970er Jahren aufgegeben.
Bei der Volkszählung 1861 hatte der Ort 777 Einwohner (davon zehn Protestanten) und 155 Gebäude.

### Bezirkszugehörigkeit
Mit der Kreisgebietsreform kam die Großgemeinde Kipfenberg am 1. Juli 1972 zusammen mit dem neu gebildeten Landkreis Eichstätt zum Regierungsbezirk Oberbayern.

### Eingemeindungen
Im Zuge der Gebietsreform in Bayern wurde am 1. Januar 1971 die Gemeinde Grösdorf (mit Kemathen) eingegliedert. Am 1. April 1971 kamen die Gemeinden Arnsberg (mit Böllermühle und Schloßhof), Attenzell (mit Schambach), Biberg (mit Krut), Böhming (mit Regelmannsbrunn), Buch und Irlahüll hinzu. Am 1. Januar 1972 folgten Dunsdorf, Hirnstetten, Oberemmendorf und Pfahldorf. Die Eingliederung von Schelldorf schloss am 1. Januar 1974 die Reihe der Eingemeindungen ab.

### Einwohnerentwicklung
Zwischen 1988 und 2018 wuchs der Markt von 4634 auf 5838 um 1204 Einwohner bzw. um 26 %.

## Politik

### Marktgemeinderat
Der Marktgemeinderat hat 20 Mitglieder. Die Kommunalwahl am 15. März 2020 hatte folgendes Ergebnis:
- CSU: 6 Sitze (28,96 %)
- SPD: 7 Sitze (36,85 %)
- Freie Wählergemeinschaft: 7 Sitze (34,19 %).

Die Wahlbeteiligung betrug 66,36 %. Gegenüber der Amtszeit von 2014 bis 2020 musste die CSU drei Sitze abgeben, die an die SPD (1 Sitz) und die Freie Wählergemeinschaft (2 Sitze) gingen.

### Bürgermeister
| Jahre           | Name             | Partei |
| --------------- | ---------------- | ------ |
| bis 1996        | Christian Weiß   | CSU    |
| 1996–April 2014 | Rainer Richter   | SPD    |
| seit Mai 2014   | Christian Wagner | SPD    |

### Wappen
| Wappen Gemeinde Kipfenberg | Blasonierung: „In Rot ein goldener Wagenkipf.“ |
| Wappen Gemeinde Kipfenberg | Wappenbegründung: Der Wagenkipf, die so genannte Runge, ergibt ein für Kipfenberg redendes Bild. Das Wappen geht zurück auf die Familie Kropf, die den Wagenkipf im Schild führten. Die Kropf werden mit ihrem Stammsitz in Emetzheim bei Weißenburg 1187 erstmals genannt. Sie gehörten zu den Hirschberger Ministerialen und saßen im 13. Jahrhundert auf der Burg über Kipfenberg. Eine Linie der Kropf nannte sich seit 1277 nach Kipfenberg und führte den für den Namen redenden Kipf im Wappen. Konrad Kropf verkaufte Kipfenberg 1301 an das Hochstift Eichstätt; der Ort wurde Mittelpunkt eines Amtes. Das Wappen der Kropf wurde um 1400 als Marktsiegel übernommen (Abdrucke seit 1415) und blieb bis heute unverändert. Dieses Wappen wird seit um 1400 geführt. |

## Kultur und Sehenswürdigkeiten

### Sehenswürdigkeiten

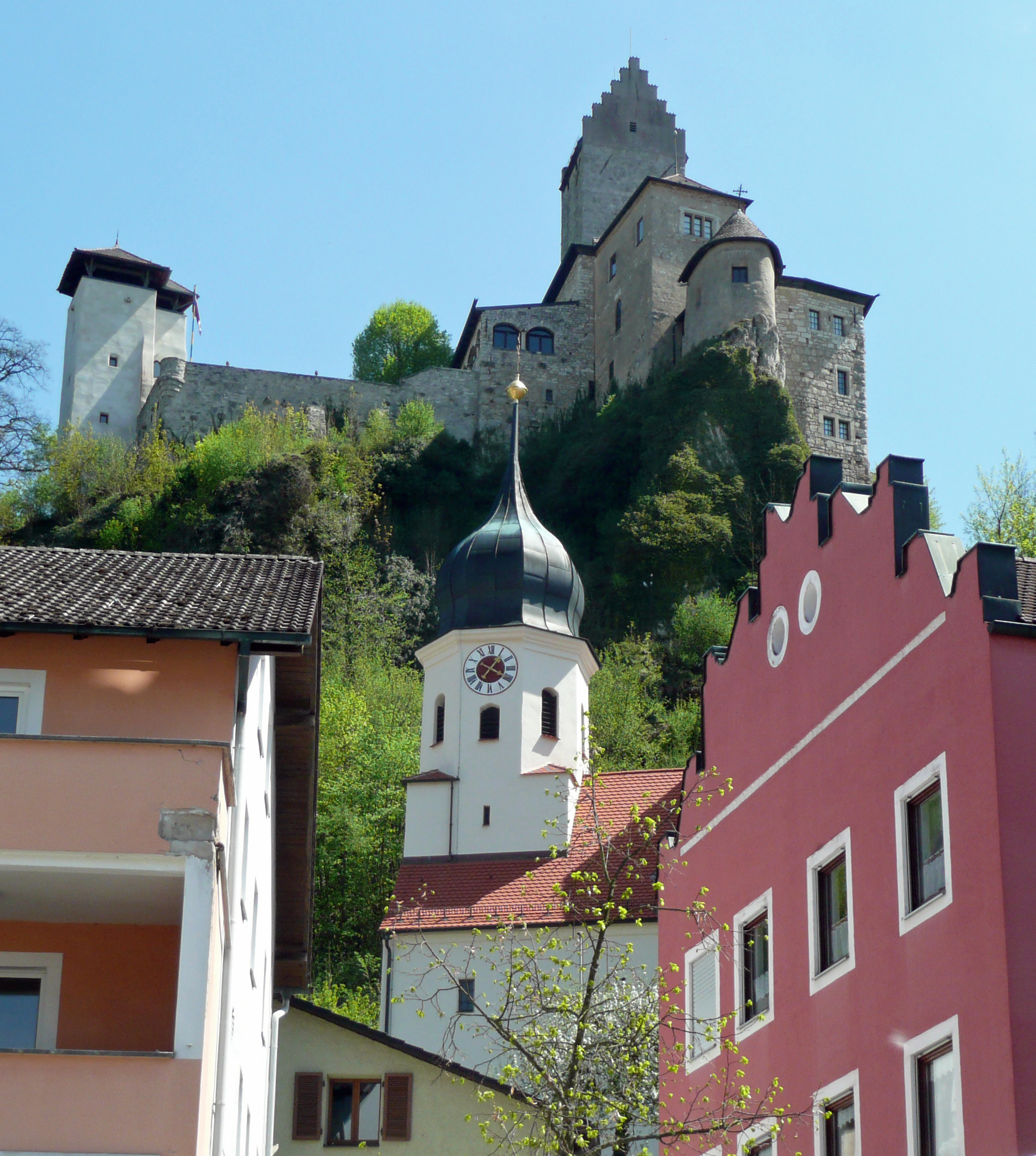
Burg und Pfarrkirche

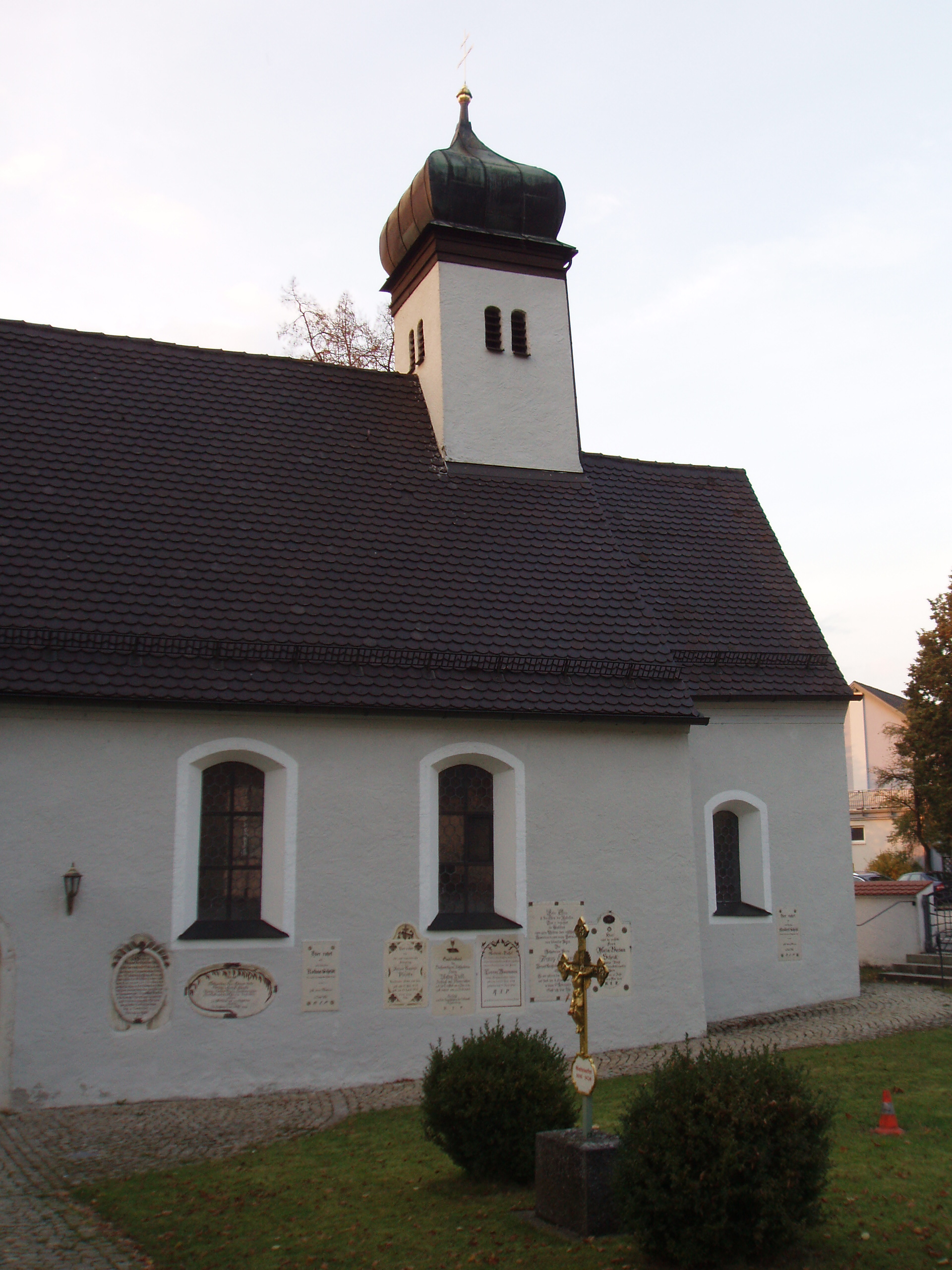
Kipfenberg, St. Georg

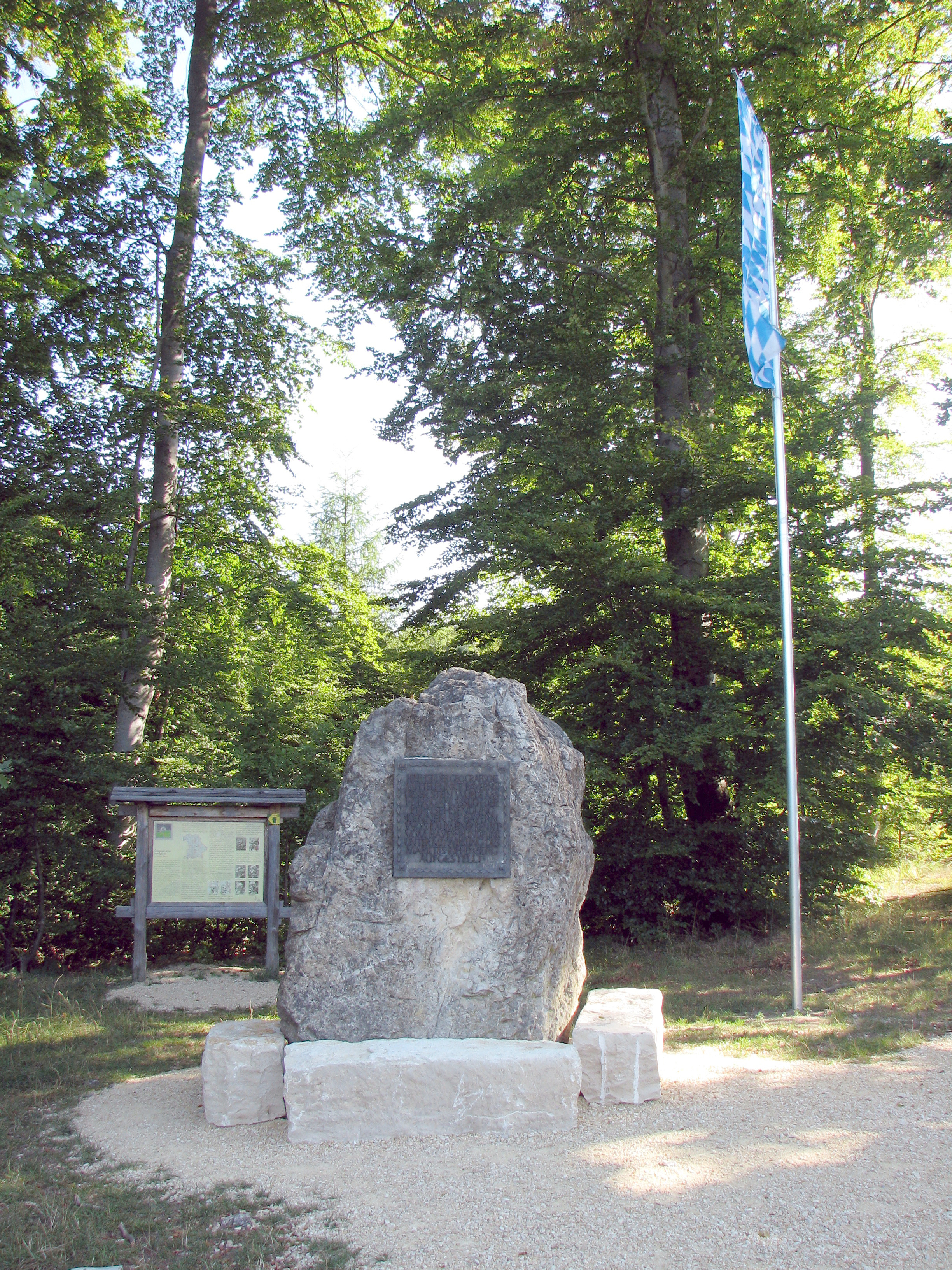
Geographischer Mittelpunkt von Bayern

- Die mittelalterliche Burg Kipfenberg befindet sich in Privatbesitz und ist nicht zu besichtigen. In einem Wirtschaftsgebäude der Burg ist das Römer und Bajuwaren Museum Burg Kipfenberg mit dem integrierten Limes-InfoPoint untergebracht.
- die katholische Pfarrkirche Mariä Himmelfahrt, zwischen 1458 und 1480 errichtet, möglicherweise 1624 bis 1627 völlig neu erbaut (gegliederte Holzdecke um 1624; Taufstein und Weihwasserschale aus dem gleichen Jahr; Beichtstühle von 1626), mit Spät-Rokoko-Einrichtung (1760–1765 drei neue Altäre; Treppenturm-Anbau und Kanzel von Joseph Anton Breitenauer kurz nach 1768); klassizistische Stuhlwangen (frühes 19. Jahrhundert); außer einem heiligen Sebastian aus dem späten 15. Jahrhundert Figurenschmuck des Barocks von Matthias Seybold; Grabsteine des 16. bis 18. Jahrhunderts
- Filialkirche St. Georg, noch 1458 als Pfarrkirche bezeichnet; um 1594 verlängert, 1612 erneute Bauphase; Hochaltar von 1628 mit Altarblatt aus dem späten 17. Jahrhundert; zwei Seitenaltäre von 1617 bzw. 1692; Barockorgel von 1732 vom Nürnberger Orgelbauer Adam Ernst Reichard (1670–1756), original erhalten; innen und außen Grabsteine des 17. bis 19. Jahrhunderts zumeist aus Kalkstein; Glocke von 1842
- in der evangelischen Christuskirche Orgel des Straubinger Orgelbauers Anton Ehrlich von 1864
- ehemaliger Brauereigasthof Krone (früher „Zum Kranz“) des 16./17. Jahrhunderts am Marktplatz, seit 2006 Bürger- und Kulturzentrum, mit dreigeschossigem Erker
- Michelsberg, sich zungenförmig von Süden her gegen Kipfenberg vorschiebend, mit steilen Dolomitfelsen an der Ost- und Westseite (gesicherter Steig); auf der Höhenplatte Gräben, Wälle und die Grundmauern der Michaelskapelle (1983 archäologisch ergraben)
- Martersäule von 1613 am Aufgang zum Friedhof, gestiftet von Melchior Jobst von Grösdorf
- Martersäule von 1617 unterhalb des Kipfenberger Skilifts zum Gedächtnis an einen „durch ein Roß erdrukhten“ Augustin Simmon aus Enkering

In den Gemeindeteilen:
- in Irlahüll katholische Pfarrkirche Mariä Heimsuchung, romanischer Turmunterbau, 1466 neues Langhaus (spätgotisch), 1686–87 Turmumgestaltung mit hohem, achtseitigen Spitzhelm, 1742 Instandsetzung der Kirche (Langhaus-Neubau?), Barockisierung durch Franz Xaver Horneis und 1752 neue Konsekration; barocker Hochaltar von 1742 mit spätgotischer Madonna (1470/80), Seitenfiguren der Heiligen Petrus und Paulus um 1500; Seitenaltäre von 1742 mit jüngeren Bildern; innen und außen Grabsteine des 18. Jahrhunderts; an der Friedhofsmauer Reste einer Sakramentsnische aus der Werkstatt von Loy Hering
- in Kemathen die Dorfkirche Heilige Familie, im Neubau von 1967 barocker Altar (um 1700) mit vier gewundenen Säulen und einem Altarblatt Tod des heiligen Josef aus der 1965 abgerissenen Vorgängerkirche
- in der Nähe der Burg Kipfenberg, an der Verbindungsstraße Kipfenberg – Gelbelsee, weist seit 1980 ein Gedenkstein auf den geographischen Mittelpunkt Bayerns hin
- in Grösdorf ist die Karstquelle Grüntopf ein Naturdenkmal am nördlichen Ortsrand

### Kultur

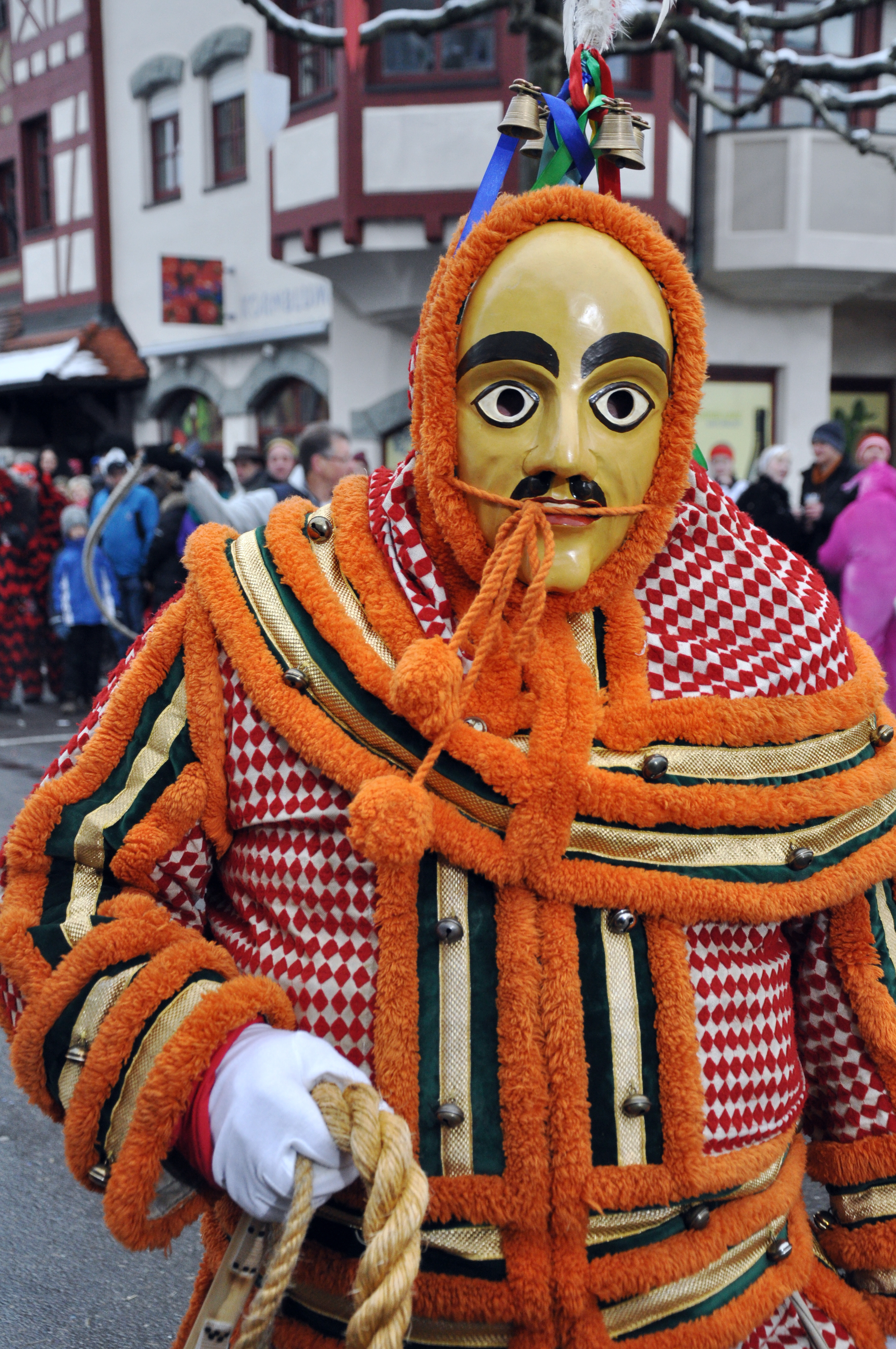
Kipfenberger Fasenickl

Eines der ältesten Brauchtümer im Kipfenberger Fasching ist der Fasenickl mit eindrucksvollen Kostümen. Der Fasenickl ist durch seine äußerst aufwändige Kostümierung und durch seine ausgeprägten Brauchrituale eine der schillerndsten Fastnachtsfiguren des deutschen Sprachraums. Der Markt Kipfenberg besitzt die ältesten historischen Quellen zu diesem Faschingsbrauchtum und bildet seit jeher das Zentrum seiner Verbreitung. Das weithin hörbare Schnalzen mit einer Kurzstielpeitsche, das Faseln hinter einer Holzmaske mit verstellter Stimme, unzählige Glöckchen am Kostüm sowie der mysteriöse Reizruf „Gösucht“ beim Verteilen von Brezen und Bonbons an die Kinder bilden die akustische Kulisse einer originellen Szenerie charakteristischer Rituale mit Alleinstellungsmerkmal. Gesicherte Erkenntnisse lassen den Brauch bis in die Barockzeit zurückverfolgen. Mit dem Fastnachtsmuseum Fasenickl, das im vollständig renovierten Torwärterhaus untergebracht ist, dessen älteste Bausubstanz aus dem Mittelalter stammt, ist es dem Kulturverein Die Fasenickl gelungen, ein museales Kleinod zu schaffen. Der Kulturverein Die Fasenickl e. V. hat es sich zur Aufgabe gemacht, einmal die noch existierenden historischen Gewänder zu erhalten und der Öffentlichkeit zugänglich zu machen, zum anderen den Brauch des Fasenickllaufens auch außerhalb der Fastnachtszeit darzustellen.
Der Spitzname der Kipfenberger ist „Goaßhenker“. Um die Kipfenberger Geiß ranken sich mehrere Geschichten. Eine davon, nach Anton Hotter, 1875: Die Kipfenberger kamen, weil lange Frieden war, nicht auf die Ringmauer. Da wuchs nun Gras und man hielt es am besten, dasselbe durch eine Geiß abweiden zu lassen. Es wurde beschlossen, die Geiß auf die Mauer zu ziehen. Man legte dem Tier einen Strick, der oben befestigt ward, um den Hals und zog es empor. Die Geiß wurde damit erhängt und streckte die Zunge aus dem Maule. Sie schmeckt schon das Gras, riefen einige. Zum 750-jährigen Jubiläum des Marktes Kipfenberg im Jahr 2016 gab es am Marktplatz die Theateraufführung Die Goaßhenker aus der Feder von Florian Schmidt. Er spannte einen breiten Handlungsbogen weit in die mittelalterliche Geschichte der Marktgemeinde hinein. In einer beeindruckenden Kulisse erwachte das mittelalterliche Kipfenberg neu und begeisterte das Publikum mit großartigen Bildern, fantastischen Dialogen und beeindruckenden Fechtszenen.

### Regelmäßige Veranstaltungen
Der Osterbrunnen, der jedes Jahr am Palmsonntag auf dem Marktplatz aufgestellt wird, ist sehenswert.
Das Limesfest, Kipfenbergs historisches Volksfest, wird jedes Jahr um den 15. August (Mariä Himmelfahrt) veranstaltet.
Anfang September findet der „Altmühltaler Lammabtrieb“ im Ortsteil Böhming statt.

## Wirtschaft und Infrastruktur

### Wirtschaft
In Kipfenberg war die chemisch-pharmazeutische Fabrik Taeschner & Co., unter anderem Anbieter von Pertussin-Präparaten ansässig.

### Verkehr
Kipfenberg liegt an der stillgelegten Bahnstrecke Eichstätt–Beilngries.
Der Gemeindeteil Irlahüll wird vom Irlahülltunnel der Schnellfahrstrecke Nürnberg–Ingolstadt, dem fünftlängsten in Betrieb befindlichen Eisenbahntunnel in Deutschland, unterquert. Der nächste Bahnhof liegt in Kinding.
Durch die Gemeinde verlaufen folgende Radfernwege:
- Der Deutsche Limes-Radweg folgt dem Obergermanisch-Raetischen Limes über 818 km von Bad Hönningen am Rhein nach Regensburg an der Donau.
- Der Altmühltalradweg führt über 250 km von Rothenburg ob der Tauber entlang der Altmühl bis zu deren Mündung in die Donau bei Kelheim.

Auch die Deutsche Limes-Straße verläuft durch den Ort. Der Limeswanderweg führt ebenfalls durch Kipfenberg.

### Bildung, Betreuung und Schulen
- Kindergarten
- Grundschule Schelldorf und Grund- und Mittelschule „Am Limes“ in Kipfenberg
- Volkshochschule Beilngries, Zweigstelle Kipfenberg
- Pfarr- und Gemeindebüchereien

## Persönlichkeiten

### In Kipfenberg geboren
- Anton Kohl (1851–1913), römisch-katholischer Geistlicher und Mitglied des Deutschen Reichstags
- Karl Hammerschmidt (1862–1932), Gymnasialdirektor und Politiker, Mitglied der Bayerischen Abgeordnetenkammer
- Alfons Singer (1884–1951), Kirchenmusiker und Musikpädagoge
- Franz Ermer (1886–1976), Maler, Grafiker und Zeichner
- Paulus Weißenberger (1902–1990), Ordensgeistlicher
- Josef Kraus (* 1949), Pädagoge und Psychologe, Präsident des Deutschen Lehrerverbandes
- Maria Neubrand (1955–2020), Theologin, Neutestamentlerin, Hochschullehrerin und Ordensfrau
- Elisabeth Lindner (* 1994), im Ortsteil Arnsberg geborene Geigerin

### Mit Kipfenberg verbunden
- Franz Taeschner (1888–1967), Orientalist und Islamwissenschaftler, verbrachte Jugendzeit und Ruhestand in Kipfenberg